# Szumuepuh
Szumuepuh (Sumu-epuḫ) Jamhad első ismert uralkodója, kora egyik legerősebb államának vezetője. Konfrontációba került Mári uralkodójával, Jahdun-Limmel, mivel Mári nyugati befolyási övezetében támogatta a nomádok lázadását. Ennek máribeli leírása Szumuepuh első említése, és a szíriai térség fejedelmei közül egyedüliként a nevét is leírták. Mári uralkodója ezért szövetségre lépett Katna királyával, Amut-pi-Éllel, amely szövetség az új feltörekvő nagyhatalom, Asszíria és annak királya, I. Samsi-Adad ellen is irányult. Nagyléptékű háború tört ki a négy állam között, amelyben azonban nem volt győztes, egyik territóriumnak sem származott előnye belőle. Katna következő uralkodója, Ishi-Adad azonban Samsi-Adad fiához, Jaszmah-Adadhoz adta lányát feleségül, így egy katnai-asszír szövetség alakult Szumu-epuh ellen, amely fenyegetést majd csak Jarimlím alatt sikerült felszámolni.
A feliratokból ismert egy Dúr-Szumuepuh nevű erődítmény, amely talán a mai Aushariye régészeti lelőhellyel azonos. Szumuepuh Alahtum városát átadta Zimrí-Limnek a békekötés záloga fejében. Nem sokkal a háborút követően meghalt, és a helyzetet fia, I. Jarimlím konszolidálta.

## Külső hivatkozások
- Aushariye
- Alakhtum

| Előző uralkodó: nincs | Jamhad királya i. e. 1781 – 1770 vagy i. e. 1727 – 1716 | Következő uralkodó: I. Jarimlím |